# Ronnie Cutrone
Ronnie Cutrone (New York, 10 luglio 1948 – Lake Peekskill, 20 luglio 2013) è stato un artista statunitense della pop art, noto per aver realizzato dipinti utilizzando come soggetto molti dei più noti personaggi dei cartoni animati statunitensi come Felix, La Pantera Rosa e Woody Woodpecker.

## Biografia
È stato uno dei più vicini assistenti di Andy Warhol, dal 1972 al 1980, gli anni più produttivi e prestigiosi dell'artista newyorkese. In questo periodo Cutrone lavorò fianco a fianco con il maestro del pop, su dipinti, stampe, film, e concetti, colpendo i critici con uno stile che venne chiamato "Post-pop".
Nel 1980, separatosi da Warhol, Cutrone poté concentrarsi sul proprio stile. Egli ottenne grande successo internazionale con la sua prima mostra post-Warhol.
Fece rivivere le strip di fumetti trasformandole in pitture. Utilizzando personaggi molto noti dei fumetti statunitensi come Woody Woodpecker e Felix, Cutrone li trasformò in qualcosa di originale e personale, un esempio di pittura di alta classe con richiami alla Pop art dei primi anni sessanta. Il suo uso utilizzo di colori brillanti e fluorescenti, incoraggiò Warhol a tornare a tali colori dall'artificiosità elevata.
Le opere di Cutrone sono esposte nei più celebri musei di arte moderna come il Whitney Museum e il Museum of Modern Art di New York, il Museum of Contemporary Art di Los Angeles ed altre importanti gallerie e musei in tutto il mondo, tra cui la collezione d'arte contemporanea "Terreae Motus" alla Reggia di Caserta.
Ha partecipato alla mostra collettiva "alla luce del tempo" che si è tenuta a Benevento in Palazzo Paolo V dal 25 marzo al 2 luglio 2006 con le "Cell Girl" (serie di opere in acrilico e bandiere su tela 50x50 cm).

## Curiosità
Nel 2000 è stato premiato con la cittadinanza onoraria a San Martino Valle Caudina (AV), dove aveva allestito una mostra presso la locale Galleria Civica d'Arte Contemporanea.